# Liste der türkischen Botschafter in Äthiopien
Der Botschafter leitet die türkische Botschaft in Addis Abeba und ist regelmäßig auch bei den Regierungen in Dschibuti, Mogadischu und Antananarivo akkreditiert.
| Ernennung Akkreditierung | Botschafter            | Bemerkung | Ministerpräsident der Türkei | Kaiser bzw. Staatsoberhaupt Äthiopiens | Posten verlassen |
| ------------------------ | ---------------------- | --- | ---------------------------- | -------------------------------------- | ---------------- |
| 1931                     | Nizamettin Ayaşlı      | | Ali Fethi Bey                | Haile Selassie                         | 1936             |
| 1957                     | Fikret Şefil Özdoğancı | 1. März 1931 bis 30. Juni 1931 Konsul in Sofia, ab 1940 Vize-Konsul in Paris, 17. Juli 1942–6. Mai 1945 Generalkonsul in Paris, 9. Juli 1956–27. September 1957 Generalkonsul in Tunis, Bruder von Behcet Ozdoganci                                                                              | Adnan Menderes               | Haile Selassie                         | 1958             |
| 1958                     | Sacid Sohel            | | Adnan Menderes               | Haile Selassie                         | 1960             |
| 1960                     | Osman Dostel           | Mehmet Osman Dostel 31. Jan. 1964 – 11. Jan. 1966: Botschafter in Rio de Janeiro | Cemal Gürsel                 | Haile Selassie                         | 1963             |
| 1963                     | İhsan Aksoy            | 1962: Geschäftsträger in Oslo | İsmet İnönü                  | Haile Selassie                         | 1964             |
| 1964                     | Ziya Tepedelen         | 1957–1960: Botschafter in Helsinki, 1980: Botschafter in Monrovia | İsmet İnönü                  | Haile Selassie                         | 1969             |
| 1969                     | Nihat Dinç             | 1951–1956: Generalkonsul in Hamburg, 1955: Gesandtschaftssekretär erster Klasse in Bern, 30. Mai 1962-21. Sep. 1967: ständiger Vertreter beim Europarat, 1971–1976: Botschafter in Sofia, 27. Nov. 1976 – 4. Nov. 1980: Botschafter in Islamabad                                                 | Suat Hayri Ürgüplü           | Haile Selassie                         | 1970             |
| 1970                     | Hikmet Bensan          | 28. September 1965 – 30. Mai 1970: Botschafter in Warschau, 1973: Botschafter in Canberra, | Suat Hayri Ürgüplü           | Haile Selassie                         | 1972             |
| 1972                     | Celal Çalışlar         | | Ferit Melen                  | Haile Selassie                         | 1976             |
| 1976                     | Kurtuluş Taşkent       | | Süleyman Demirel             | Mengistu Haile Mariam                  | 1978             |
| 1978                     | Suphi Meriç            | | Bülent Ecevit                | Mengistu Haile Mariam                  | 1983             |
| 1983                     | Zeki Gönen             | | Turgut Özal                  | Mengistu Haile Mariam                  | 1988             |
| 1988                     | Yüksel Germen          | | Turgut Özal                  | Mengistu Haile Mariam                  | 1990             |
| 1990                     | Erhan Öğüt             | (* 3. April 1941 in Çankırı) schloss 1964 ein Studium der Politikwissenschaft an der Universität Ankara ab, 1998–2002: Botschafter in Ottawa, 2003: Versetzung in den Ruhestand. | Yıldırım Akbulut             | Mengistu Haile Mariam                  | 1995             |
| 1995                     | S. Okan Gezer          | | Tansu Çiller                 | Negasso Gidada                         | 1997             |
| 1997                     | Murat Bilhan           | (* 14. April 1942 in Istanbul) studierte Politikwissenschaft an der Universität Ankara, trat 1965 in den auswärtigen Dienst, 1985–1988 Generalkonsul in Bengasi, 1990–1994: Generalkonsul in Thessaloniki, 1994–1995 Gesandtschaftsrat in Ankara.                                                | Mesut Yılmaz                 | Negasso Gidada                         | 2001             |
| 2001                     | Kenan Tepedelen        | (* 21. November 1949, Buca, Izmir) 1967 Abitur an der St. Joseph High School, 1972: Studium der Rechtswissenschaft an der Universität von Paris, trat 1973 in den auswärtigen Dienst, 2010–2012: Botschafter in Accra sowie gleichzeitig bei den Regierungen auch in Togo und Benin akkreditiert | Bülent Ecevit                | Girma Wolde-Giorgis                    | 2005             |
| 2005                     | Can Altan              | | Recep Tayyip Erdoğan         | Girma Wolde-Giorgis                    | 2008             |
| 13. Apr. 2008            | Ali Rıza Çolak         | (* 1956 in Nallıhan, Ankara) besuchte die TED Ankara College Foundation Schools Ankara, studierte Politikwissenschaft an der Universität Ankara, trat 1979 in den auswärtigen Dienst, 2002–2004: Generalkonsul in Frankfurt, 2010–2012: Botschafter in Belgrad.                                  | Recep Tayyip Erdoğan         | Girma Wolde-Giorgis                    | 31. Aug. 2010    |
| 15. Sep. 2010            | Uğur Kenan İpek        | (* November 1959 in Istanbul) | Recep Tayyip Erdoğan         | Girma Wolde-Giorgis                    | 2013             |
| 2013                     | Osman Rıza Yavuzalp    | | Recep Tayyip Erdoğan         | Girma Wolde-Giorgis                    |                  |